# Tachina chrysocephala
Tachina chrysocephala là một loài ruồi trong họ Tachinidae.